# Иван Сливак
Иван Сливак (Загреб, 30. октобар 1910 — Загреб, 15. новембар 1998) био је југословенски и хрватски фудбалер.

## Каријера
Фудбалску каријеру провео је као одбрамбени играч, на позицији десног бека. Наступао је за загребачки ХАШК, у периоду од 1930. до 1937. године. Играо је у бековском пару са Ивицом Голцем и Боривојем Константиновићем. Истицао се пожртвованошћу, бескомпромисном игром, строго чувајући противничка лева крила. По потреби је играо и на позицији нападача.
За фудбалску репрезентацију Југославије наступио је  29. маја 1932. године, на утакмици против селекције Пољске у Загребу.